# 22.ª Cimeira Ibérica
A 22.ª Cimeira Ibérica foi um encontro realizado em 2006 entre o presidente do governo da Espanha, José Luis Rodríguez Zapatero, e o primeiro-ministro de Portugal, José Sócrates, marcado pelas relações bilaterais anuais entre Portugal e Espanha, nas chamadas Cimeiras Ibéricas.

## A reunião
A reunião teve lugar em Badajoz (Espanha), entre 23 e 25 de novembro de 2006. Nela foram tratados diversos assuntos de transcendência para ambos os países. Foi destacado pelos meios de comunicação, motivo que tem feito com que a primeira-ministra no momento (Magdalena Álvarez) estivesse ausente por estar em viagem à Colômbia, dado que um dos temas de maior importância a ser tratado foi a linha de alta velocidade entre Madrid e Lisboa, por competência do ministério. Além dos chefes do governo, compareceram dezoito ministros, nove de cada país.